# Maybole
Maybole – miasto w południowo-zachodniej Szkocji, w jednostce administracyjnej (council area) South Ayrshire, historycznie w hrabstwie Ayrshire, położone około 15 km na południe od miasta Ayr. W 2022 roku liczyło 4333 mieszkańców.
W średniowieczu był to znaczący ośrodek miejski, stolica historycznego dystryktu Carrick. Pod koniec XIX wieku Maybole zostało odnotowane jako ośrodek przemysłu obuwniczego i skórzanego, a także produkcji narzędzi rolniczych. Wcześniej istotną rolę ogrywało także włókiennictwo. W okolicy prowadzono wydobycie węgla.
Do zabytków należą ruiny kościoła z XIV wieku oraz XVII-wieczna wieża rycerska Maybole Castle.
Znajduje się tu stacja kolejowa na linii prowadzącej z Glasgow do Stranraer.